# 淇浜区
淇浜区（きひん-く）は中華人民共和国河南省鶴壁市に位置する市轄区。

## 行政区画
- 街道:金山街道、九州路街道、黎陽路街道、長江路街道、泰山路街道
- 鎮:大賚店鎮、鉅橋鎮
- 郷:上峪郷、大河澗郷